# Mikołajów (stacja kolejowa)
Mikołajów – stacja kolejowa w Regnach, w województwie łódzkim, w Polsce. Obecnie na stacji pociągi osobowe się nie zatrzymują. Jej nazwa została nadana w XIX wieku na cześć Cara Mikołaja I (?).